# 1930–1931-es osztrák labdarúgó-bajnokság (első osztály)
Az 1930–1931-es osztrák labdarúgó-bajnokság az osztrák labdarúgó-bajnokság legmagasabb osztályának huszadik alkalommal megrendezett bajnoki éve volt. 
A pontvadászat 10 csapat részvételével zajlott. A bajnokságot a First Vienna csapata nyerte.  

## A bajnokság végeredménye
| #  | Csapat           | M  | Gy | D | V  | RG | KG | P  |
| -- | ---------------- | -- | -- | - | -- | -- | -- | -- |
| 1  | First Vienna FC  | 18 | 12 | 5 | 1  | 53 | 25 | 29 |
| 2  | SK Admira Wien   | 18 | 12 | 3 | 3  | 68 | 37 | 27 |
| 3  | SK Rapid Wien    | 18 | 12 | 2 | 4  | 64 | 33 | 26 |
| 4  | FK Austria Wien  | 18 | 9  | 1 | 8  | 51 | 40 | 19 |
| 5  | SC Nicholson     | 18 | 7  | 3 | 8  | 38 | 38 | 17 |
| 6  | SC Wacker        | 18 | 5  | 6 | 7  | 37 | 51 | 16 |
| 7  | Wiener AC        | 18 | 6  | 3 | 9  | 44 | 47 | 15 |
| 8  | Wiener Sportclub | 18 | 6  | 0 | 12 | 48 | 65 | 12 |
| 9  | Floridsdorfer AC | 18 | 4  | 4 | 10 | 31 | 59 | 12 |
| 10 | SK Slovan        | 18 | 1  | 5 | 12 | 21 | 60 | 7  |

- A First Vienna az 1930-31-es szezon bajnoka.
- A First Vienna és a Wiener AC részt vett az 1931-es közép-európai kupában.